# Jekuti'el Jehuda Halberstam
Jekuti'el Jehuda Halberstam (10. ledna 1905 — 18. června 1994) byl ortodoxní rabín a zakladatel sadecko-klužské (Canz-Klausenberg) chasidské dynastie. Proslul zejména svou spravedlivostí, mírností vůči jiným a vzdělaností v Tóře, jimiž pozitivně ovlivnil celé židovské komunity v době před holokaustem, v jeho průběhu i po něm. To vše z něj učinilo duchovního vůdce nadaného přirozenou autoritou pro tisíce židů všech věkových skupin.
Halberstam se již před 2. světovou válkou stal v rumunské Kluži jedním z nejmladších rebe v Evropě a získal tisíce příznivců. Jeho žena, společně s jedenácti dětmi a většinou jeho následovníků byla zavražděna nacisty; on sám byl vězněn v několika koncentračních táborech. Po válce pomáhal obnovit život židovských komunit v „táborech pro přemístěné osoby“ v západní Evropě. Svoji chasidskou dynastii obnovil v USA a v Izraeli. Znovu se oženil a z jeho druhého manželství se narodilo dalších sedm dětí.

## Génius z Rudniku
Halberstam se narodil v r. 1905 v Rudniku nad Sanem v Haliči. Po otcovské linii byl pravnukem rabi Chajima Halberstama z Nového Sadce (zvaného Divrej Chajim), jednoho z největších chasidských vůdců polského židovstva. Jeho otec, rabi Cvi Hirsch, rabín v Rudniku, vychoval mladého Jekutiela Jehudu k lásce k chasidství a učenosti Tóry a předal mu příběhy o tom, jak Divrej Chajim studoval, modlil se a pořádal tiše (slavnostní posezení o šabatech a svátcích).
Jekutiel Jehuda ztratil otce, když mu bylo 13 let. Poté studoval u jiných předních chasidských rabínů, mezi něž patřil rabi Majer Jechiel z Ostrovce, Rabi Chajim Elazar Šapiro („Mukačevský rebe“), a jeho prastrýc, rabi Šalom Eliezer Halberstam z Ratzfertu. V tomto období Jekutiel Jehuda proslul jako iluj‎ (hebrejsky génius) z Rudniku. V pozdějších letech se do Rudniku pravidelně vracel se svými následovníky, kteří mu zůstali věrni i poté, co byl v r. 1924 rabínem ustanoven jeho bratranec, rabi Benjamin Teitelbaum-Halberstam.
V r. 1921 se Halberstam oženil se svou sestřenicí Chanou Teitelbaum, dcerou sighetského rabína, rabi Chajima Cvi Teitelbauma. I ona byla potomkem Divrej Chajima: její dědeček, rabi Šolom Eliezer Halberstam, byl jedním ze sedmi synů sadeckého rebeho. Novomanželé žili prvních pět let v domě otce nevěsty.
V r. 1927, ve věku 22 let, Halberstam nastoupil na místo rabína v Kluži, hlavním městě Transylvánie. Přes svůj mladý věk dokázal svou charismatickou osobností, moudrostí a vřelým přístupem ke všem Židům bez ohledu na původ udělat dojem i na značně tamější sekularizovanou společnost. Během 16 let, po které vedl klužskou obec, se projevily jeho osobnostní kvality, které z něj učinily výjimečnou postavu během jeho uvěznění nacisty. Spával v noci pouhé tři hodiny, často na lavici v synagoze, často jedl jen jednou denně, aby ušetřil chléb na šabat. Většinu dne trávil modlitbou a studiem. Jeho láska a důvěra v Boha se staly legendární. Zvláštní pozornost věnoval dětem, založil v Kluži ješivu, na které studovalo 100 žáků.
Proslulost klužského rebeho překročila rámec Rumunska a Maďarska a donesla se až do Izraele. V r. 1937 mu bylo nabídnuto místo u jeruzalémského rabínského soudu. Na radu své matky, která se domnívala, že je příliš mladý na takovou pozici, se rozhodl zůstat u své obce.

## Období holokaustu
Po vypuknutí 2. světové války nebyli maďarští a rumunští Židé bezprostředně dotčeni německým atakem na polské a litevské židovstvo; domácí antisemitismus však přesto narůstal. Na základě druhé vídeňské arbitráže z r. 1940 byla severní Transylvánie, zahrnující i Kluž, převzata Maďarskem, které bylo spojencem nacistického Německa. Židé byli vytlačeni z ulic a posíláni do pracovních táborů.
V r. 1941 byl přijad zákon, který ukládal všem Židům žijícím v Maďarsku, aby zpětně doložili, že jejich rodina žila a platila daně v Maďarsku od r. 1851. Tímto opatřením byly ohroženy tisíce Židů, včetně klužského rebeho (narozeného v Polsku). Rebe, jeho žena a děti byli zatčeni a převezeni do Budapešti, kde byla rodina rozdělena. Rebe byl uvězněn společně se skupinou vůdců, kteří byli následně posláni přímo do Osvětimi. Díky úsilí jeho přátel a příznivců se podařilo rebeho osvobodit a rodina se vrátila do Kluže.
Bez ohledu na hrozící nebezpečí, rebe odmítl opustit své následovníky a nepodnikl žádné kroky, aby se zachránil před dalšími persekucemi. Namísto toho zaměřil své úsilí na pomoc uprchlíkům ze zemí okupovaných nacisty a péči o své následovníky. V období let 1941-1944 rebe nikdy nepřestal studovat Tóru a modlit se za židovský národ.
19. března 1944 Němci obsadili Maďarsko a šéf gestapa Adolf Eichmann bezodkladně zorganizoval zátah na maďarské Židy, jejich shromáždění do ghett a deportace do Osvětimi. Ghetto v Kluži bylo zřízeno 1. května 1944 a bylo zlikvidováno skrze šest transportů do Osvětimi na konci května a začátku června. Rebe věděl, že se gestapo zaměřuje prvně na vůdce komunity, a proto se několik týdnů ukrýval v otevřeném hrobě na hřbitově. Následně uprchl do města Banya, kde se octl společně s 5000 dalšími maďarskými Židy v pracovním táboře. Ačkoli hlad zde nebyl zásadním problémem (tábor byl ohrazený ostnatým drátem, ale měl zadní východ, skrz který mohli Židé nakupovat od lidí mimo tábor chléb a mléko), maďarští vojáci vězně neustále týrali a prohledávali je v očekávání, že u nich najdou cennosti. Rebe byl přinucen oholit si vous, to ale nenarušilo jeho vyrovnanost a důvěru v Boha. Nadále zde vedl modlitby a dokonce pořádal i šabatový tiš.

### Osvětim
Přibližně měsíc po příchodu rebeho byl pracovní tábor zlikvidován. Vězni byli naloženi do dobytčích vagónů a posláni do vyhlazovacího tábora v Osvětimi. Ve stejné době byla do Osvětimi poslána transportem z Kluže rebeho žena společně s jejich devíti dětmi. Byly zavražděny v plynových komorách 2. června 1944. Halberstam přežil selekci prováděnou dr. Josefem Mengelem a byl odeslán na práce.
V Osvětimi si Halberstam připadal jako v jiném světě. Kousky jídla, po kterých jiní vězňové hladověli a bojovali o ně, byly v jeho očích méně důležité než možnosti jejich použití pro micvot. Záhy se rozhodl, že se pokusí dodržet i v těchto podmínkách všechny příkazy Tóry, které bude moci, a dokonce i minhagy, které obdržel od svých předků. Když se např. rozhodoval, jak použít trochu vody, kterou měl k dispozici, často upřednostnil mytí rukou před modlitbou před umytím rukou před jídlem. Nikdy se nedotkl nekošer jídla a odmítal jíst jídlo vařené v nekošer nádobí; často kvůli tomu hladověl. Jeho neochvějná víra dávala duchovní sílu mnohým dalším. Ujišťoval své spoluvězně, že Bůh je s nimi i v údolí smrti a neopustí je.
V r. 1944, rok po povstání ve varšavském ghettu, byl Halberstam přidělen k jednotkám odklízejícím ruiny ghetta. Společně s 6000 dalšími vězni rozebírali trosky pouze s primitivními nástroji a sbírali materiál, který pak nacisté prodávali polským firmám. Při pohledu na kostry v ulicích ghetta a v nevyklizených bunkrech, ve kterých byli Židé otráveni plynem nebo postříleni, si vězni z Maďarska poprvé uvědomili nezměrný rozsah zkázy evropského židovstva.
V této době se rebe neholil, což je u chasidů považováno za znamení svatosti. Vous a tvář si zahaloval kapesníkem, předstíraje bolesti zubů. Tato maska byla podepřena skutečností, že celé dny při práci křičel — v modlitbách a rozmluvách s Bohem.
Když se mezi vězni začaly šířit zprávy, že jejich pracovní jednotka má být zlikvidována, rozhodli se zkusit utéct a nečekat, až je nacisté pozabíjejí. Rebe je však přesvědčil, aby vyčkávali. Když bylo navrženo, že vězni zaútočí na bránu tábora a zkusí doběhnout do lesa, kde se pokusí spojit s partyzány, rebe oponoval, že „dokud nebude jisté, že nás nacisté chystají pozabíjet, je zakázáno komukoli obětovat svůj život a vydat se na jistou smrt. Ale musíme zůstat bdělí, a jakmile bude jasné, že na nás nacisté hodlají zaútočit, musíme učinit vše, co je v našich silách, abychom je přemohli.“ Vězni se rozhodli řídit jeho radou. O něco později, když většina vězňů již byla z Varšavy odvezena, 500 zbývajících vězňů se vzbouřilo. Nacisté je všechny pozabíjeli.
Když se Rudá armáda přiblížila k Polsku, Němci se rozhodli zlikvidovat pracovní jednotku vyklízející ghetto, jejímž členem byl i Halberstam. Všichni vězni byli vyvezeni na pole za Varšavou, donuceni se svléci a postavit k vykopaným jámám, kde měli být postříleni. V poslední chvíli přijel důstojník se zvláštním rozkazem z Berlína, aby poprava byla přerušena a vězni posláni do koncentračního tábora Dachau, kde byli zapotřebí jako pracovní síly.
Tento nečekaný odklad vedl k brutálnímu pochodu smrti. Následující týden vojáci SS poháněli konvoj vězňů dřevěnými holemi a ocelovými tyčemi při přesunu více než 30 km denně. Ve vyčerpávajícím červnovém vedru bylo zesláblým vězňům odepřeno jídlo i voda a odpočinek jim byl dopřán jen v noci. Kdo nevydržel se silami, byl zastřelen.
Třetího dne byla skupina na pokraji sil ponechána přes noc k odpočinku na poli obklopeném důstojníky SS. Když stráže usnuly, rebe nechal kolovat zprávu: „Každý ať kope kolem sebe. Boží záchrana přijde v mžiku oka.“ Vězni kopali svými prsty, lžícemi nebo kousky dřeva. Kupodivu každý z nich našel vodu a malé pramínky, které se všude objevily, utišily jejich žízeň a dodaly jim nový život.

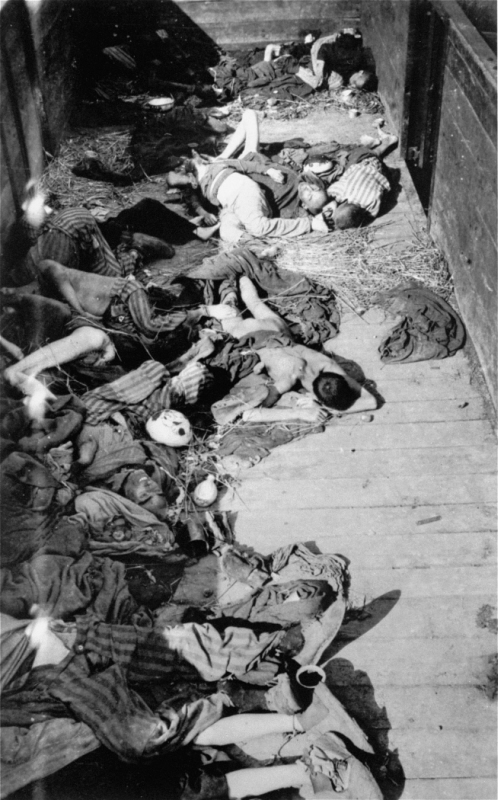
Mrtví ve vagónech v Dachau

Pátý den byli přeživší vězni naloženi do dobytčích vagónů a odvezeni zbytek cesty do Dachau. Během následujících dnů mnozí podlehli v důsledku přeplnění vagónů, dehydratace, dusna a horka v dobytčích vozech. Z 6000 vězňů, kteří se vydali na pochod smrti, jich do Dachau živých dorazilo méně než 2000. Rebe byl mezi přeživšími.

### Mühldorf
Z Dachau byl rebe poslán do Mühldorfu, kde nacisté stavěli podzemní leteckou a raketovou základnu pro útoky na velká evropská města. Spolu s tisíci dalších vězňů pracoval ve 12hodinových směnách, nosil 50 kg pytle cementu ze železničního skladu k míchačce uvnitř hangáru. Halberstam z této práce velmi zeslábl. Když se pod nákladem zhroutil, byl bit. Zcela odmítal pracovat o šabatu, čímž si vysloužil další bití. Nakonec se jeho přátelům podařilo přesvědčit vedení tábora, aby ho pověřili údržbou tábora a čištěním a uklízením baráků; při této činnosti strávil celý den v modlitbách.
Přes všechno strádání a obtíže byl Halberstam světlým bodem naděje pro své spoluvězně. Když někdo zemřel na ošetřovně — událost, která v té době sotva stála za zmínku — rebe povstal a vychvaloval zesnulého pro jeho učenost v Tóře. Po devět měsíců, které strávil v Mühldorfu, odmítal jíst nekošer stravu i jídlo vařené v nekošer kuchyni a živil se pouze chlebem a vodou. Víc než jen to: ani chléb nejedl dokud si rituálně neumyl ruce. Často musel čekat několik dní, než získal potřebnou vodu. Jeden vězeň jej viděl stát u míchačky několik hodin a sbírat kapky, které ukáply z nádrže.
Na jaře 1945, ke konci války, Němci zrušili tábor v Mühldorfu a všichni jeho obyvatelé byli nuceni vydat se na další pochod smrti, při kterém byli posíláni z místa na místo, bez jídla a bez odpočinku. Někdy byli naloženi do vagónů a vozili je sem a tam. V pátek 27. dubna vlak náhle zastavil v malém městečku, důstojníci SS nastoupili, oznámili jim: „Jste volní!“ a strhali si odznaky Wehrmachtu ze svých uniforem. Mnozí vězni jim uvěřili a vystoupili z vlaku. Ale Halberstam řekl lidem kolem sebe: „Je předvečer šabatu, kam bychom šli?“ A dodal: „Moje srdce mi říká, že tu není všechno tak, jak by mělo být.“ Náhle přijeli ze všech stran vojáci SS na jízdních kolech a střelbou ze samopalů pozabíjeli stovky lidí. Současně s tím přiletěly americké bombardéry a bombardovaly pole. Zachránil se jen Halberstam a ti, kteří zůstali s ním ve vlaku. O dva dny později je zastihlo skutečné osvobození, když vlak zastavil ve vesnici a nacistické stráže utekly. Američtí vojáci nastoupili do vlaku s úsměvem a sladkostmi.
Skupina byla odvezena do tábora pro přemístěné osoby ve Feldafingu, nedaleko Mnichova, vyčerpaní, demoralizovaní a bez prostředků. Zde se naplno projevily Halberstamovy schopnosti být vůdčí osobností, když se stal mluvčím skupiny zbožných Židů přeživších holokaust. Okamžitě začal zařizovat náležitý pohřeb pro ty, kteří zemřeli ve vlacích, a košer jídlo pro přeživší. První šabat po osvobození vedl veřejnou bohoslužbu v nově otevřené synagoze, po níž následovala dvouhodinová přednáška, v níž zpaměti citoval učené texty, které naposledy viděl před lety.
Halberstamova žena a deset z jeho dětí nacisté zabili během války. Nejstarší syn přežil válku, ale zemřel na chorobu v táboře pro přemístěné osoby dříve, než se jeho otec dozvěděl, že žije. Halberstam ale nikdy nenaříkal na svůj osud a depresi unikal tím, že ze všech sil pomáhal jiným. Mnoho času strávil posloucháním a utěšováním lidí všech věkových skupin a stovky jich přivedl zpět ke zbožnému životu svými procítěnými proslovy.

## V táborech pro přemístěné osoby
Na podzim 1945 Halberstam přešel do nového tábora pro přemístěné osoby ve Föhrenwaldu v Mnichově, ze kterého vybudoval centrum židovského náboženského života pro všechny tábory. Zde rebe založil organizaci přeživších s názvem Še'erit ha-plejta, která provozovala náboženské školy pro chlapce a dívky a ješivy pro mladé muže v 19 různých táborech. Krom toho Halberstam zorganizoval košer porážku, postavil rituální lázeň, získával a distribuoval náboženské předměty jako cicit, tfilin a mezuzy, sbíral peníze na svatby pro mladé páry a ustanovil halachické směrnice pro muže a ženy, kteří neměli doklad o smrti manžela či manželky, které jim umožňovali uzavřít manželství a založit nové rodiny.
Na Jom kipur 1945 navštívil tábor generál Dwight D. Eisenhower setkal se s Halberstamem, který mezitím získal reputaci „zázračného rabína“. Rebe se s ním však odmítl setkat, dokud nedokončil modlitby. Posléze řekl generálovi: „Modlil jsem se před Generálem Generálů, Králem Králů, Svatým, budiž požehnán. Pozemský generál musel počkat.“ Pod dojmem z rebeho majestátnosti a upřímnosti se Eisenhower zeptal, zda je nějaký způsob, jak by mu mohl pomoci v jeho úsilí. Svým typickým způsobem Halberstam požádal o dodání čtyř druhů, aby přeživší mohli náležitě oslavit nadcházející svátek Sukot.
Na jaře 1946 podnikl rebe zvláštní cestu do New Yorku za účelem vybírání dobročinných příspěvků pro Še'erit ha-plejta. Podařilo se mu vybrat 100.000 $, což představovalo v té době značnou sumu. Na podzim podnikl další podobnou cestu a rozhodl se přesídlit do New Yorku, aby posílil americkou židovskou obec a pomáhal nadále přeživším holokaust z této strany Atlantiku. Umístil svůj dvůr v Brooklynu, v části Williamsburg.
V r. 1947 se oženil se svou druhou ženou, Chajou Nechamou Ungar, dcerou nitranského rabína, rabi Šmuela Davida Ungara, a založil novou rodinu, ze které vzešlo pět dcer a dva synové.

## Kirjat Sanz, Netanja
Rebeho rozhodnutí přestěhovat se do Spojených států nebylo na trvalo. Během všeho utrpení v holokaustu měl stále před sebou cíl usadit se v Izraeli. Aby to uskutečnil, založil v r. 1957 v pobřežním městě Netanja čtvrť s názvem Kirjat Sanz. Tím se stal prvním rabínem, který založil charedi komunitu v rozvíjejícím se izraelském městě. Po několik dalších let sbíral peníze na vytvoření institucí klíčových pro fungování této čtvrti, včetně dívčích a chlapeckých škol a ješiv, sirotčince a domova pro staré lidi. Položil také základní kámen pro komunitní nemocnici, která měla být provozována striktně podle předpisů halachy. Nemocnice, která nakonec byla pojmenována Nemocnice Lani'ado podle jmen dvou sponzorů z Anglie, bratrů Lani'adových, byla otevřena v roce 1976. Dnes zahrnuje dvě zdravotní střediska, dětskou nemocnici, geriatrickou kliniku a mateřskou školu a obsluhuje region s počtem více než 250.000 obyvatel
Rebe se odstěhoval do Izraele v r. 1960, usídlil se v Netanji a řídil odtud zdejší komunitu i obec ve Williamsburgu. Založil midraše a školy v dalších izraelských městech, a také čtvrť Kirjat Sanz v Jeruzalémě.
V r. 1968 založil ještě jednu sadeckou komunitu v Union City v New Jersey, a poté trávil čas zčásti v této obci a zčásti ve svém bydlišti v Netanji.

## Mif'al ha-Šas
Kromě úspěšného obnovení sadecko-klužské dynastie a vytvoření mnoha komunálních institucí bylo zdaleka největším úspěchem rebeho vytvoření Mif'al ha-Šas (Talmudická továrna) v r. 1982. Tento celosvětový projekt povzbuzoval tisíce židovských mužů a chlapců formou měsíčního stipendia ke studiu Talmudu a Šulchan aruchu a ke skládání písemných zkoušek v rozsahu 20-30 stran měsíčně. Mif'al ha-Šas funguje v celosvětovém měřítku dodnes. Jeho fungování v Izraeli a v Evropě zabezpečuje Cvi Elimelech Halberstamm, starší syn rebeho a současný sadecko-klužský rebe v Izraeli. Agendu v Severní Americe vede Samuel David Halberstam, druhý syn rebeho a současný sadecko-klužský rebe v Brooklynu.
Halberstam zemřel 18. června 1994 a je pochován v Netanji. Ve své závěti rozdělil vedení sadeckého chasidutu mezi své dva syny. Starší, Cvi Elimelech Halberstam se stal sadecko-klužským (nebo také sadeckým) rebem v Netanji, Šmuel David Halberstam se stal sadecko-klužským rebem v Brooklynu.

## Proroctví o útoku v Bombaji
Po teroristickém útoku v r. 2008 v Bombaji se mezi ortodoxními Židy objevily názory, že rebe prorokoval tuto událost v r. 1981 na přednášce, jejíž nahrávka se dochovala.